# Episodi di Letter to Loretta (ottava stagione)
L'ottava stagione della serie televisiva Letter to Loretta (poi The Loretta Young Show) è andata in onda negli Stati Uniti dal 18 settembre 1960 al 4 giugno 1961 sulla NBC.
| nº | Titolo originale            | Prima TV USA      |
| -- | --------------------------- | ----------------- |
| 1  | The Long Night              | 18 settembre 1960 |
| 2  | At the Edge of the Desert   | 25 settembre 1960 |
| 3  | Fair Exchange               | 2 ottobre 1960    |
| 4  | Linda                       | 9 ottobre 1960    |
| 5  | Switchblade                 | 16 ottobre 1960   |
| 6  | Love Between the Acts       | 23 ottobre 1960   |
| 7  | The Glass Cage              | 30 ottobre 1960   |
| 8  | The Seducer                 | 6 novembre 1960   |
| 9  | No Margin for Error         | 13 novembre 1960  |
| 10 | Conditional Surrender       | 20 novembre 1960  |
| 11 | The Night the Doorbell Rang | 27 novembre 1960  |
| 12 | These Few Years             | 11 dicembre 1960  |
| 13 | My Own Master               | 18 dicembre 1960  |
| 14 | Enter at Your Own Risk      | 8 gennaio 1961    |
| 15 | This Subtle Danger          | 15 gennaio 1961   |
| 16 | The Lie                     | 22 gennaio 1961   |
| 17 | Quiet Desperation           | 5 febbraio 1961   |
| 18 | The Golden Cord             | 12 febbraio 1961  |
| 19 | Double Edge                 | 19 febbraio 1961  |
| 20 | The Choice                  | 26 febbraio 1961  |
| 21 | When Queens Ride By         | 12 marzo 1961     |
| 22 | The Preliminaries           | 19 marzo 1961     |
| 23 | Woodlot                     | 26 marzo 1961     |
| 24 | Doesn't Everybody?          | 2 aprile 1961     |
| 25 | The Man Who Couldn't Smile  | 9 aprile 1961     |
| 26 | Emergency in 114            | 23 aprile 1961    |
| 27 | 13 Donner Street            | 30 aprile 1961    |
| 28 | Those at the Top            | 7 maggio 1961     |
| 29 | The Wedding                 | 21 maggio 1961    |
| 30 | The Forbidden Guests        | 28 maggio 1961    |
| 31 | Not in Our Stars            | 4 giugno 1961     |

## The Long Night
- Prima televisiva: 18 settembre 1960
- Diretto da: Richard Morris
- Soggetto di: Jane Sire, Glen Sire

### Trama
- Guest star: Loretta Young (Dina), Robert Richards (Chris), Ruth Brady (Laura), Preston Hanson (Al), Gregory Irvin (Donny), Sue Warrick (ragazza), Beverly Revell (ragazza)

## At the Edge of the Desert
- Prima televisiva: 25 settembre 1960
- Diretto da: Rudolph Maté
- Soggetto di: Joseph Laitin

### Trama
- Guest star: Ricardo Montalbán (Frank Montclair), Patricia Donahue (Irene Montclair), Gregory Irvin (Johnny), Tommy Harwood (Tommy), Michele Turner (Ann)

## Fair Exchange
- Prima televisiva: 2 ottobre 1960
- Diretto da: Richard Morris
- Soggetto di: Elizabeth Enright

### Trama
- Guest star: Loretta Young (Sylvia), Ruth Brady (Jane), Stanley Erickson (Whitney), Preston Hanson (Don)

## Linda
- Prima televisiva: 9 ottobre 1960
- Diretto da: Richard Carlson
- Soggetto di: Michael Shaara

### Trama
- Guest star: Karen Sharpe Kramer (Linda), James Drury (Tony), Jack Ging (Ben Sloan), Richard Carlson (annunciatore radio)

## Switchblade
- Prima televisiva: 16 ottobre 1960
- Diretto da: Everett Sloane
- Soggetto di: Verne Athanas

### Trama
- Guest star: James Barton (Ernie Clevenger), Roy Engel (Carey Bellman Jr.), Rolfe Sedan (sindaco), William Hinnant (Marty), Everett Sloane (narratore)

## Love Between the Acts
- Prima televisiva: 23 ottobre 1960
- Diretto da: Richard Morris
- Soggetto di: Florence Soman

### Trama
- Guest star: Loretta Young (Katherine Ward), Isobel Elsom (Zia Lou), Preston Hanson (Jeffrey), James Philbrook (Jim)

## The Glass Cage
- Prima televisiva: 30 ottobre 1960
- Diretto da: Norman Foster
- Scritto da: William Bruckner

### Trama
- Guest star: Audrey Totter (Mrs. Page), Charlotte Stewart (Leddie Page), Patrick Farrow (Bob Marks), Marta Kristen (Bonnie), Anne Loos (Betty Rolph), William Hinnant (Larry Norden)

## The Seducer
- Prima televisiva: 6 novembre 1960
- Diretto da: Norman Foster
- Scritto da: Pauline Stone, Michael Cosgrove

### Trama
- Guest star: Loretta Young (Nora Halliday), John Newland (Creighton Halliday), Marlene Willis (Jill Halliday), Peter Leeds (Sid Palmer), Jack Lester (dottor Blake), Kitty Kelly (Marie)

## No Margin for Error
- Prima televisiva: 13 novembre 1960
- Diretto da: Norman Foster
- Scritto da: Lydia Schiller

### Trama
- Guest star: Ricardo Montalbán (Tony Santos), Marion Ross (Peg Santos), Olan Soule (Stanley Gibbs), Henry Hunter (Ben Haralson), Kitty Kelly (Edith), Joan Sudlow (Mrs. Pepper)

## Conditional Surrender
- Prima televisiva: 20 novembre 1960
- Diretto da: Norman Foster
- Scritto da: Lois Hire

### Trama
- Guest star: Loretta Young (Margaret Underwood), John Newland (Henry Underwood), Vince Barnett (Grimes), Patricia Blair (Gloria Mason), Dave Willock (inserviente al bancone)

## The Night the Doorbell Rang
- Prima televisiva: 27 novembre 1960
- Diretto da: Norman Foster
- Soggetto di: Libbie Block

### Trama
- Guest star: Charles Korvin (Leo Unten), Renny McEvoy (Dusty Smith), Ruth Storey (Jeanette Unten), Sally Foster (Miss Ragley), Rene Kroper (Mitch Unten)

## These Few Years
- Prima televisiva: 11 dicembre 1960
- Diretto da: Norman Foster
- Soggetto di: Nancy Burrage Owen

### Trama
- Guest star: Loretta Young (Madge Lindsey), Douglas Dumbrille (George Havilland), Preston Hanson (Curt Lindsay), Charlotte Stewart (Linda Lindsay), Gary Waynesmith (Norman), Scott Wells (David Lindsay), Norma Shattue (Patty Lindsay)

## My Own Master
- Prima televisiva: 18 dicembre 1960
- Diretto da: Norman Foster
- Soggetto di: Roger Angell

### Trama
- Guest star: Mark Roberts (John), Cloris Leachman (Ella), Bill Mumy (Rennie)

## Enter at Your Own Risk
- Prima televisiva: 8 gennaio 1961
- Diretto da: Norman Foster
- Scritto da: Norman Foster

### Trama
- Guest star: Ralph Meeker (Willis Cooper), Merry Anders (Lenore Cooper), Ross Elliott (padre Pius), John War Eagle (Charlie), Charles Seel (McSorley)

## This Subtle Danger
- Prima televisiva: 15 gennaio 1961
- Diretto da: Richard Carlson
- Scritto da: Michael Cosgrove, Pauline Stone

### Trama
- Guest star: Loretta Young (Louise Roberts), Richard Coogan (Henry Roberts), Barney Phillips (dottor Deland), Joe Abdullah (Warden Burton), John Clarke (sergente), Kitty Kelly (Mrs. Engstrom), Bobby Slade (Dennis Roberts)

## The Lie
- Prima televisiva: 22 gennaio 1961
- Diretto da: Richard Carlson
- Soggetto di: Arthur Gordon

### Trama
- Guest star: Loretta Young (Yuki Arakawa), Lucy Prentis (Margot Harrison), Clement Brace (Lee Harrison), Marlene De Lamater (Barbara Harrison), Bill Mumy (Jimmy Harrison), Jack Garbutt (Ted Jackson)

## Quiet Desperation
- Prima televisiva: 5 febbraio 1961
- Diretto da: Richard Donner
- Scritto da: Ralph Bell, Eugene Francis

### Trama
- Guest star: Loretta Young (Linda Perkins), H. M. Wynant (Victor Perkins), Michael Burns (Stephen Perkins), Byron Morrow (Howard)

## The Golden Cord
- Prima televisiva: 12 febbraio 1961
- Diretto da: Norman Foster
- Scritto da: Darryl Hickman

### Trama
- Guest star: Darryl Hickman (Danny Miles), Frank Puglia (Guido Racelli), Vito Scotti (Harvey Cox), Joe Abdullah (ufficiale Reedy), John Clarke (reporter), Renny McEvoy (reporter)

## Double Edge
- Prima televisiva: 19 febbraio 1961
- Diretto da: Richard Carlson
- Scritto da: William Bruckner

### Trama
- Guest star: Frank Jenks (Blount), Larry Blyden (Al Schumacher), Jean Howell (May Schumacher), Baynes Barron (Eric Ludlow), Craig Duncan (Smitty), Don Ross (Charlie)

## The Choice
- Prima televisiva: 26 febbraio 1961
- Diretto da: Richard Donner
- Scritto da: Pauline Stone, Michael Cosgrove

### Trama
- Guest star: Loretta Young (Isobel De Havilland), George Nader (Austin Granger), Jean Gillespie (Peggy Earnes), Richard Ney (Charles De Havilland)

## When Queens Ride By
- Prima televisiva: 12 marzo 1961
- Diretto da: Richard Donner
- Soggetto di: Agnes Turnbull

### Trama
- Guest star: John Milford (John Musgrave), Lois Smith (Jenny Musgrave), June Vincent (donna)

## The Preliminaries
- Prima televisiva: 19 marzo 1961
- Diretto da: Richard Donner
- Scritto da: Lydia Schiller

### Trama
- Guest star: James Drury (Bob Prentiss), George MacReady (Oliver Prentiss), Katherine Squire (Mrs. Douglas), Vaughn Taylor (John Douglas), Lory Patrick (Ruth Douglas)

## Woodlot
- Prima televisiva: 26 marzo 1961
- Diretto da: Richard Donner
- Soggetto di: Leslie Barnard

### Trama
- Guest star: Charles Bronson (Eugene Walters), Ellen Burstyn (Ann Walters), John Clarke (Dick), Ted Stanhope (dottor Simmonds)

## Doesn't Everybody?
- Prima televisiva: 2 aprile 1961
- Diretto da: Norman Foster
- Soggetto di: Ruth Roberts

### Trama
- Guest star: Loretta Young (Margo Randall), James Philbrook (Wainwright Tyler), Mary Adams (madre), Mabel Forrest (donna), Kitty Kelly (Secretary)

## The Man Who Couldn't Smile
- Prima televisiva: 9 aprile 1961
- Diretto da: Norman Foster
- Scritto da: Darryl Hickman

### Trama
- Guest star: Ricardo Montalbán (padre Garcia), Rico Alaniz (Miguel Portillo), Alma Beltran (Carmen Portillo), Raoul De Leon (Joe Cabrera), Theodore Lehmann (Theo Van Denberg)

## Emergency in 114
- Prima televisiva: 23 aprile 1961
- Diretto da: Norman Foster
- Scritto da: Richard Morris

### Trama
- Guest star: Loretta Young (Lucy Anderson), Alf Kjellin (Wayne Anderson), Ted de Corsia (dottor Goodman), Larry Adare (Davy), Kitty Kelly (infermiera), Jackie Russo (Boy)

## 13 Donner Street
- Prima televisiva: 30 aprile 1961
- Diretto da: Norman Foster
- Scritto da: William Bruckner

### Trama
- Guest star: Larry Blyden (Joe Fontana), Johnny Seven (Nicky Marks), Joe Abdullah (Bundy), James V. Christy (Wyckoff), Jean Howell (Bonnie), Renny McEvoy (Al Noonan), Barney Phillips (sergente Woodruff)

## Those at the Top
- Prima televisiva: 7 maggio 1961
- Diretto da: Norman Foster
- Soggetto di: Will Jenkins

### Trama
- Guest star: James Gregory (Jim Patton), Catherine McLeod (Martha Patton), Nestor Paiva (Victor Russo), Addison Richards (Beseley)

## The Wedding
- Prima televisiva: 21 maggio 1961
- Diretto da: Norman Foster
- Soggetto di: Lily Gordon

### Trama
- Guest star: Cloris Leachman (Ruth Harron), Harry Townes (Jason Grant), Gertrude Flynn (Lettie Harron), Linda Watkins (Zia Minna), Camille Franklin (Saleslady)

## The Forbidden Guests
- Prima televisiva: 28 maggio 1961
- Diretto da: Richard Carlson
- Scritto da: Pauline Stone, Michael Cosgrove

### Trama
- Guest star: Loretta Young (Elizabeth Collier), Richard Garland (James Collier), Candy Moore (Love), Ann Morrison (Mrs. Butler), Stephen Hammer (Jamie)

## Not in Our Stars
- Prima televisiva: 4 giugno 1961
- Diretto da: Norman Foster
- Scritto da: Darryl Hickman

### Trama
- Guest star: Loretta Young (Harriet Sands), H. M. Wynant (Henry Sands), Roger Mobley (Henry Sands Jr.), Kelly Smith (Cathy Sands), Joe Abdullah (Scoutmaster)